# 三浦みゆき
三浦 みゆき(みうら みゆき)は、日本のアコーディオン奏者、コンサーティーナ奏者。日本におけるコンサーティーナ演奏の第一人者である。

## 人物
フリーベース・アコーディオンとイングリッシュ・コンサーティーナの、日本では数少ないプロ奏者。演奏活動のほか、著者やCD、番組、教室などを通じて、アコーディオンとコンサーティーナについての啓蒙と知識の普及につとめている。

## 経歴
上野学園大学音楽学部ピアノ科卒業後、1990年にドイツへ渡りドイツ国立ハノーバー音楽大学に留学し、フリーベースアコーディオンをウタ・グラスホフに師事する。ドイツではブラウンシュバイガー・アコーディオン・オーケストラの団員としても活動した。
日本に帰国した後は、アコーディオンやコンサーティーナの演奏活動を全国各地で行っており、コンサーティーナでは珍しいオリジナル曲CDもリリースしている。
2010年には、イングリッシュコンサーティナ教本としては日本初となる『イングリッシュコンサーティーナ教本』を上梓する。

## 著書
- 『イングリッシュコンサーティーナ教本』サーベル社 2010年 ISBN 978-4883715633
- 『まるごとアコーディオンの本』青弓社 2014年 ISBN 978-4787273642

## CD
- English Concertina Fantasy (2011) ※世界的にも珍しいイングリッシュ・コンサーティーナのソロによるCD
- Almandine (2013) ※イングリッシュ・コンサーティーナのCD
- Scarabe (2014) ※アコーディオンのソロアルバム
- CARILLON (2017) Miyuki Miura & Harue Malin ※イングリッシュ・コンサーティーナと歌のアルバム

## レギュラー番組
- WALLOP放送局　毎週水曜18:30-19:00「三浦みゆきコンサーティーナの時間」